# Hajdu István (szerkesztő)
Hajdu István (Ákosfalva, 1887. szeptember 7. – Marosvásárhely, 1924. december 29.) erdélyi magyar közíró, szerkesztő.

## Életpályája
A kolozsvári egyetemen szerzett jogi doktorátust, Marosvásárhelyen nyitott ügyvédi irodát. 1920-tól a KZST tagja; a társaság megbízásából Osvát Kálmán utódjaként mint politikai irányító vette át a Zord Idő felelős szerkesztői tisztségét Berde Mária, Dékáni Kálmán és Molter Károly mellett. Itt jelentek meg cikkei. Az Országos Magyar Párt megalakulásakor, 1922. december 28-án a népközösségi alanyiságot megfogalmazó határozati javaslat előadója volt, illetve 1923. október 23-án a Goga–Averescu-féle Néppárt és az OMP úgynevezett csucsai paktumának egyik aláírója. A Székelyföld című marosvásárhelyi napilapot 1924-ben felelős szerkesztőként jegyezte.